# Pallavolo ai IX Giochi panamericani - Torneo maschile
L'VIII campionato di pallavolo maschile ai Giochi panamericani si è svolto dal 18 al 27 agosto 1983 a Caracas, in Venezuela, durante i IX Giochi panamericani. Al torneo hanno partecipato 6 squadre nazionali nordamericane e sudamericane e la vittoria finale è andata per la seconda volta al Brasile.

## Squadre partecipanti
| - Argentina - Brasile - Canada - Cuba - Stati Uniti - Venezuela |

## Girone preliminare
Classifica
| Pos. | Squadra     | Cuba (bandiera) | Brasile (bandiera) | Stati Uniti (bandiera) | Argentina (bandiera) | Canada (bandiera) | Venezuela (bandiera) | G | V | P | SV/SP | Punti |
| ---- | ----------- | --------------- | ------------------ | ---------------------- | -------------------- | ----------------- | -------------------- | - | - | - | ----- | ----- |
| 1    | Cuba        |                 | 3:1                | 3:0                    | 3:2                  | 2:3               | 3:0                  | 5 | 4 | 1 | 14:6  | 9     |
| 2    | Brasile     | 1:3             |                    | 3:1                    | 3:1                  | 3:1               | 3:0                  | 5 | 4 | 1 | 13:6  | 9     |
| 3    | Stati Uniti | 0:3             | 1:3                |                        | 3:1                  | 3:1               | 3:0                  | 5 | 3 | 2 | 10:8  | 8     |
| 4    | Argentina   | 2:3             | 1:3                | 1:3                    |                      | 3:1               | 3:0                  | 5 | 2 | 3 | 10:10 | 7     |
| 5    | Canada      | 3:2             | 1:3                | 1:3                    | 1:3                  |                   | 3:0                  | 5 | 2 | 3 | 9:11  | 7     |
| 6    | Venezuela   | 0:3             | 0:3                | 0:3                    | 0:3                  | 0:3               |                      | 5 | 0 | 5 | 0:15  | 5     |

Risultati

## Fase finale

### Finali 1º e 3º posto
|  | 1º posto - 4º posto | 1º posto - 4º posto | 1º posto - 4º posto |      |         | 1º/2º posto | 1º/2º posto | 1º/2º posto |  |
|  |                     |                     |                     |      |         |             |             |             |  |
|  | Brasile             | Brasile             | 3                   |      |         |             |             |             |  |
|  | Brasile             | Brasile             | 3                   |      |         |             |             |             |  |
|  | Stati Uniti         | Stati Uniti         | 0                   |      |         |             |             |             |  |
|  | Stati Uniti         | Stati Uniti         | 0                   |      | Brasile | Brasile     | 3           |             |  |
|  |                     |                     |                     |      | Brasile | Brasile     | 3           |             |  |
|  |                     |                     | Cuba                | Cuba | 1       |             |             |             |  |
|  | Cuba                | Cuba                | Cuba                | Cuba | 1       | 3           |             |             |  |
|  | Cuba                | Cuba                |                     |      |         | 3           |             |             |  |
|  | Argentina           | Argentina           | 0                   |      |         | 3º/4º posto | 3º/4º posto | 3º/4º posto |  |
|  | Argentina           | Argentina           | 0                   |      |         |             |             |             |  |
|  |                     |                     |                     |      |         |             |             |             |  |
|  |                     |                     |                     |      |         | Stati Uniti | Stati Uniti | 0           |  |
|  |                     |                     |                     |      |         | Stati Uniti | Stati Uniti | 0           |  |
|  |                     |                     |                     |      |         | Argentina   | Argentina   | 3           |  |

## Classifica finale
| Classifica | Squadre     |
| ---------- | ----------- |
|            | Brasile     |
|            | Cuba        |
|            | Argentina   |
| 4          | Stati Uniti |
| 5          | Canada      |
| 6          | Venezuela   |